# Giordano Rossi
Giordano Rossi Sara (Las Condes, Santiago, 23 de junio de 1989) es un actor chileno-italiano de teatro y televisión.

## Carrera
En 2013, inició su carrera como actor de televisión a la edad de 24 años, apareciendo en Soltera otra vez, dirigida por Herval Abreu, donde interpreta a un joven empresario que se hace cargo de unos negocios. 
Desde 2016 hasta su finalización en 2017, Rossi tuvo un rol de soporte en la serie de comedia Ámbar, donde interpreta a Mateo Fernández, un colegial de bajas calificaciones, que se va enamorando de su tutora de asignaturas humanistas. Rossi compartió escenas con Magdalena Müller. Al año siguiente, obtuvo el papel antagonista de Matías Fischer en Tranquilo papá (2017), compartiendo pantalla con Augusto Schuster.
En 2019 el director Christian Aspee, le ofreció el papel de Gabriel Gamper en la serie Flora y Helga, rodada en la Patagonia chilena, junto a Alejandro Sieveking, quien interpretó a su padre. Rossi declaró: «Fue alucinante trabajar con Sieveking». El director eligió a Rossi por su similitud con el personaje, introvertido, rígido, melancólico y apasionado. Aspee se sorprendió con la facilidad con la que Rossi interpretó al rol.
En 2020, el aclamado director Pablo Larraín, anunció que Rossi tomará un papel antagonista en la serie de streaming Amazon Prime Video, titulada La Jauría, junto a la primera actriz Claudia Di Girolamo. Interpretó a uno de los agresores sexuales de una chica, Rossi confesó que: «Me costó mucho abordar unas escenas». Más tarde, Rossi declaró: «fue un aprendizaje tremendo trabajar con Di Girolamo. Actuar al lado de ella, es estar en clases de actuación».

## Créditos

### Televisión
| Año       | Título             | Papel                  | Notas          | Cadena       |
| --------- | ------------------ | ---------------------- | -------------- | ------------ |
| 2013      | Soltera otra vez 2 | Guayo Pavez            | 3 episodios    | Canal 13     |
| 2016-2017 | Ámbar              | Mateo Fernández Segura | Rol de soporte | Mega         |
| 2017-2018 | Tranquilo papá     | Matías Fischer         | 27 episodios   | Mega         |
| 2020      | Helga y Flora      | Gabriel Gamper         | Rol de soporte | Canal 13     |
| 2020-2022 | La jauría          | Augusto Iturra         | Antagonista    | Amazon Prime |
| 2023      | Juego de ilusiones | Lucas Briceño          |                | Mega         |

### Teatro
| Año  |  | Título                      | Autor                     | Teatro          | Ref.   |
| ---- |  | --------------------------- | ------------------------- | --------------- | ------ |
| 2015 |  | Chañarcillo                 | Antonio Acevedo Hernández | Teatro Nacional | [ 10 ] |
| 2016 |  | La canción rota             | Antonio Acevedo Hernández | Matucana 100    |        |
| 2017 |  | Almas perdidas              | Antonio Acevedo Hernández | Matucana 100    |        |
| 2018 |  | Diez minutos antes del beso | Marina Lande              | Café Palermo    |        |
| 2019 |  | Todos mienten y se van      | Alejandro Sieveking       | Teatro UC       | [ 11 ] |
| 2022 |  | Pedro, Juan y Diego         | David Benavides           | Teatro Ictus    |        |

### Cine
| Año  |  | Título             | Papel  | Director          | Ref.   |
| ---- |  | ------------------ | ------ | ----------------- | ------ |
| 2022 |  | Ardiente paciencia | Julio  | Rodrigo Sepúlveda | [ 12 ] |
| 2023 |  | La práctica        | Matías | Martín Rejtman    |        |